# Zellberg (Austria)
Zellberg – gmina w Austrii, w kraju związkowym Tyrol, w powiecie Schwaz. Według Austriackiego Urzędu Statystycznego liczyła 649 mieszkańców (1 stycznia 2015).